# تروس تداويرية

رسم متحرك؛ ويظهر نظامًا من التروس المعقدة، وآلية نقل الحركة بين التروس التدويرية والجرائد المسننة.

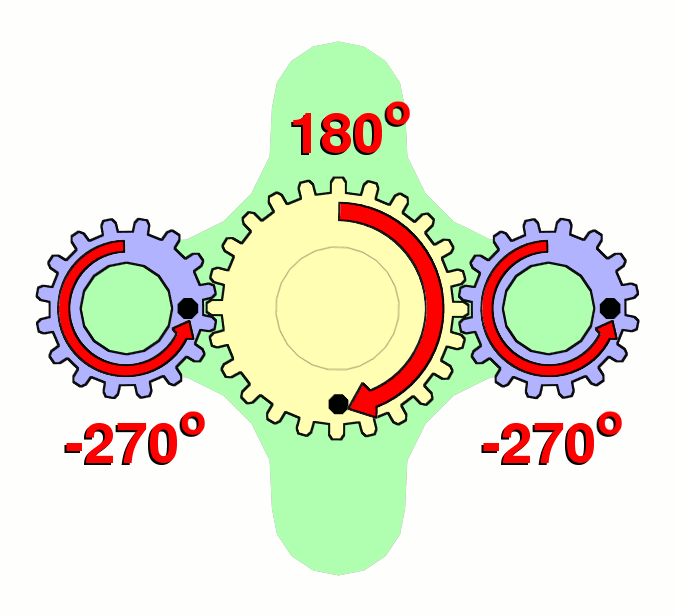
في هذا المثال، الحامل أو الذراع (الأخضر) يبقى ثابتًا، بينما ترس الشمس (الأصفر) يستخدم كناقل للحركة إلى التروس الكوكبية (الأزرق).

التروس التداويرية أو التروس الكوكبية هي نظام من التروس، والتي تتكون من ترس واحد أو أكثر من التروس الخارجية (كالكواكب)، والتي تدور حول ترس مركزي (كالشمس) مثل ترس الشمس والأرض، وتكون التروس الكوكبية متصلة بذراع متحرك. تتضمن التروس التداويرية أيضًا استخدام ترس خارجي كالطوق، يتحرك مع التروس الكوكبية. هناك نوعان من التروس التداويرية، أحدهما بسيط يتكون من ترس شمس واحد وترس طوق واحد وذراع واحد ومجموعة تروس كواكبية واحدة. ونوع آخر معقد يتكون من ينقل الحركة إلى أكثر من مجموعة تروس كواكبية أحيانًا.
غالبًا ما تكون محاور كل التروس متوازية، ولكن في حالات خاصة كالمبراة، قد تكون مائلة بدرجة معينة.